# Onville
Onville – miejscowość i gmina we Francji, w regionie Grand Est, w departamencie Meurthe i Mozela.
Według danych na rok 1990 gminę zamieszkiwały 453 osoby, a gęstość zaludnienia wynosiła 49 osób/km² (wśród 2335 gmin Lotaryngii Onville plasuje się na 624. miejscu pod względem liczby ludności, natomiast pod względem powierzchni na miejscu 650.).